# 2. ŽNL Koprivničko-križevačka 1995./96.
2. ŽNL Koprivničko-križevačka u sezoni 2014./15. je predstavljala drugi stupanj županijske lige u Koprivničko-križevačkoj županiji te ligu sedmog ranga hrvatskog nogometnog prvenstva. 
 Sudjelovalo je 10 klubova, a ligu je osvojio Rudar iz Botinovca.

## Ljestvica
| mj. | klub                | ut. | pob. | ner. | por. | gol+ | gol- | bod |
| --- | ------------------- | --- | ---- | ---- | ---- | ---- | ---- | --- |
| 1.  | Rudar Botinovec     | 18  | 14   | 2    | 2    | 49   | 18   | 44  |
| 2.  | Kunovec             | 18  | 13   | 2    | 3    | 66   | 28   | 41  |
| 3.  | Udarnik Zablatje    | 18  | 10   | 5    | 3    | 58   | 23   | 35  |
| 4.  | Tehničar Cvetkovec  | 18  | 8    | 3    | 7    | 36   | 47   | 27  |
| 5.  | Jedinstvo Rasinja   | 18  | 7    | 3    | 8    | 30   | 23   | 24  |
| 6.  | Viktorija Vojakovac | 18  | 7    | 3    | 8    | 31   | 41   | 24  |
| 7.  | GOŠK Gotalovo       | 18  | 6    | 2    | 10   | 37   | 35   | 20  |
| 8.  | Ratar Miholec       | 18  | 5    | 2    | 11   | 29   | 36   | 17  |
| 9.  | Zagorec Koprivnica  | 18  | 5    | 2    | 11   | 24   | 54   | 17  |
| 10. | Phoenix Šemovci     | 18  | 2    | 2    | 14   | 22   | 77   | 8   |

## Unutarnje poveznice
- 2. ŽNL Koprivničko-križevačka

## Vanjske poveznice
- Nogometni savez Koprivničko-križevačke županije  Arhivirana inačica izvorne stranice od 8. srpnja 2017. (Wayback Machine)
- 2. ŽNL Koprivničko-križevačka  Arhivirana inačica izvorne stranice od 15. svibnja 2015. (Wayback Machine)